# Seznam dílů seriálu Girls und Panzer
Toto je seznam dílů seriálu Girls und Panzer. Japonský animovaný seriál Girls und Panzer produkuje studio Actas. Celý původní seriál obsahuje 12 dílů, 2 rekapitulační díly a celkem 8 OVA. Následuje pokračování Girls und Panzer Das Finale, které by mělo mít 6 dílů.

## Přehled řad
| Řada           | Díly           | Premiéra v Japonsku | Premiéra v Japonsku |
| Řada           | Díly           | První díl           | Poslední díl        |
| -------------- | -------------- | ------------------- | ------------------- |
| 1              | 12             | 9. prosince 2012    | 25. března 2013     |
| speciální díly | speciální díly | —                   | —                   |
| Das Finale     | Das Finale     | 9. prosince 2017    | bude oznámeno       |

## Seznam dílů

### První řada (2012–2013)
| Č. v seriálu | Původní název                                            | Režie             | Scénář       | Premiéra v Japonsku |
| --- | -------------------------------------------------------- | ----------------- | ------------ | ------------------- |
| 1 | Senša-dó, hadžimemasu! 戦車道、始めます                  | Cutomu Mizušima   | Reiko Jošida | 8. října 2012       |
| Miho má noční můru o tom, že velící pětici podivně vyzdobených tanků v bitvě proti škole sv. Gloriany a při pokusu ujet soupeřkám je zasažena do hlavy. Probudí se a rychle jí dojde, že je na nové škole v Óarai, kde jízdu tankem nemají. Skamarádí se se Saori a Hanou, jež jí v novém prostředí pomohly. Na konci polední pauzy do 2.A. přišla trojice ze studentské rady kvůli volbě volitelného předmětu. Předsedkyně Anzu s ostatními odvedla Miho Nišizumiovou ze třídy a na chodbě ji tlačily k zapsání se ma jízdu tankem. Miho z nich byla natolik mimo, že ji učitelka poslala na ošetřovnu. Saori a Haně se povedlo dostat se k ní a Miho pověděla, že je ze slavné rodiny tankistek, ale nemá na tanky dobré vzpomínky. Na Óarai přestoupila, aby tankem jezdit nemusela. Po vyučování svolala studentská rada žačky do tělocvičny, kde formálně představila znovuotevření předmětu jízdy tankem, přičemž nejlepším naslibovaly stravenky navíc, více náhradních termínů zkoušek, omluvení pozdních příchodů, a pustily propagandistický film o ženském bojovém umění v tancích, který má zapůsobit na každý typ dívek. Miho se ale jen dívala do země, ale mnoho dalších nadchl. Saori i Hana se chtěly na jízdu tankem zapsat a pokoušely se přemluvit Miho. Ta však byla rozhodnutá a druhý den se Saori s Hanou přihlásily na stejný volitelný předmět jako Miho. Studentská rada si ji ale zavolala na kobereček, kam ji šly podpořit Saori i Hana, protože tušily zlo. Anzu s dalšími dvěma jí začaly vyhrožovat a Miho se díky zásahu Saori a Hany ani nedostala ke slovu. Uvědomila si jejich zastání, a tak se rozhodla, že se na jízdu tankem přece zapíše, protože to její kamarádky původně chtěly, navíc ji dojalo zastání. Na konci vidí 21 studentek v hangáru jediný Panzer IV. Díl končí pohledem kamery na celou školní loď. |                                                          |                   |              |                     |
| 2 | Senša, norimasu! 戦車、乗ります                          | Hirojuki Hata     | Reiko Jošida | 16. října 2012      |
| Během čekání na instruktorku vede jízdu tankem studentská rada, která rozhodla najít další tanky, a tak všechny dívky kromě studentské rady šly prohledat celou obří loď, tvořící plovoucí město a školu Óarai. Miho, Saori a Hanu sledovala osamělá Jukari, obdivovatelka tanků a rodiny Nišizumiových, a společně nalezly LT vz. 38 v lese díky skvělému čichu Hany. Ostatní dívky našly další tři tanky, takže se děvčata se rozdělila do týmů A až E, pořádně je očistila a automobilový klub je přes noc zprovoznil. Miho s kamarádkami dostaly Panzer IV, zatímco studentská rada si ponechala vz. 38. Navečer šly na návrh Jukari do army shopu, kde Miho viděla na obrazovce zprávy o jízdě tankem a rozhovor s její sestrou Maho. Při sestřiny odpovědi, že nikdy neuteče z boje, jí bylo úzko. Saori ji vytrhla návrhem povečeřet u ní doma. Miho druhý den málem zaspala a cestou do školy narazila na sotva se vlekoucí Mako Reizejovou. Té pomohla dojít do školy, kde jim Sodoko vyčinila za pozdní příchod, Mako již po 245. Miho ji odvedla do třídy a běžela k tankům. Instruktorka také měla zpoždění. Přiletěla ve velkém stylu v Kawasaki C-2, odkud se nechala vysadit v tanku Typ 10 přímo na parkoviště u garáží, přičemž zdemolovala automobil ředitele školy. Kapitán Ami Čónová ihned poznala Miho a prozradila o ní, že její matka vlastní tankovou školu a v minulosti jí moc pomohla. Pak je vyzvala dát si hned cvičnou bitvu. Miho a spol. si rozdělily losem role: Hana byla řidičkou a byla velmi nervózní, ale Miho ji trpělivě radila. V jiném týmu se děvčata např. snažila zjistit něco o řízení tanku na internetu přes mobil. Nakonec se všem povedlo nastartovat, vyjet z garáží a dostat se v lese na startovní pozice, ač cestou narážely do stromů či jiných překážek. Pak instruktorka zavelela zneškodnit ostatní. Saori, velitelka tanku, nařídila střelit studentskou radu, protože byla naštvaná za jejich lež, že instruktor bude muž. Vedle tanku dopadl výstřel od týmu volejbalistek v Typu 89, jež zůstaly v němém úžasu ze zvuku i zpětného rázu. Saori ve strachu nařídila jet pryč, ale do cesty se jim připletl Stug. Zabočily doprava, zatímco Miho sledovala bočními dvířkami dění okolo. Za jedním pařezem si všimla spící Mako. |                                                          |                   |              |                     |
| 3 | Šiai, jarimasu! 試合、やります                           | Acuši Kobajaši    | Reiko Jošida | 23. října 2012      |
| Mako vstala a vyskočila na Panzera IV. Saori se vyděsila, že Mako šla zase za školu, navíc na tankodrom. Miho nařídila rychle zalézt dovnitř, kde Mako usnula následkem hypoglykemie. Miho přiznala, proč přišla pozdě. Po dalším výstřelu Stugu Saori zpanikařila, takže se role velitelky chopila Miho a před ocelovým mostem vylezla nebojácně ven navigovat. Řidička Hana však rozpárala ocelové lano mostu a málem sjela přes okraj. Dohnal je Stug, který je nefatálně trefil do věže, a náraz znehybnil Hanu. Miho se sice chystala řídit sama, ale probuzená Mako s lehkostí dostala tank mimo nebezpečí před Stugem a M3 Lee. Z druhé strany je obklíčily vz. 38 a typ 89. Díky obratnému manévrování ale Panzer IV nebyl dále zasažen a Jukari jedinou střelou vyřadila Stug. Zpětný ráz i zvuk způsobil dívkám další úžas, hlavně u probuzené Hany. Miho nařídila střelit typ 89, pak namířit na vz. 38 se studentskou radou. Zbývaly prvačky v M3 Lee, jež zpanikařily a při pokusu ujet se samy vyřadily zahrabáním se do bahna. Kapitán Ami Čónová vše pozorovala a nařídila vrátit se pěšky ke garážím a tanky nechat na místě. Všechny pochválila za jejich poprvé a studentská rada se s úsměvem shodla, že angažovat Miho byla super volba a vše jde „podle plánu.“ Děvčata se večer v lázni shodla, že by velitelkou měla být Miho, která dosud odmítala, Saori radistkou, Hana střelkyní a Jukari nabíječem. Pak Saori přesvědčila Mako ziskem omluvenek za pozdní příchody, aby byla řidičkou. Poté šly do obchodu pro podušky, mobily a jiné drobnosti, včetně barev na tank, ale na naléhání Jukari ho nepřebarvily. Ostatní týmy však ano a Miho ráno užasle hleděla na insignie volejbalistek na typu 89, růžový M3 Lee, rudý Stug s nápisem Veni Vidi Vici a se čtyřmi vysokými barevnými vlajkami a zlatě natřený vz. 38. Miho se od srdce rozesmála, že ostatní udělaly tankům hroznou věc, ale poprvé v životě ji jízda tankem baví. Momo se spojila s Darjeeling ze školy sv. Gloriany a domluvily se na přátelském zápase. Děvčata každý den trénovala jízdu, držení formace, manévrování a střelbu. Sraz před zápasem měl být v šest ráno, což se ukázalo pro Mako nepřekonatelný problém a chtěla skončit. Saori jí však připomněla hrozící propadnutí i naštvanou babičku. Momo vedla večer taktickou poradu, chtěla nalákat soupeřky do zóny a zlikvidovat je zblízka. Miho se obávala, že je sv. Gloriana obklíčí, čímž naštvala Momo a řekla, ať si velí sama. Dle Anzu to není špatný nápad a za výhru slíbila Miho na tři dny sladké papriky, v případě prohry Miho zatančí Ďasův taneček na óaraiském festivalu. Dle Saori jde o nejtrapnější věc na světě. Ráno přijely pro Mako, kterou probudil až výstřel Panzeru IV před domem. Náhle probuzení obyvatelé však přáli holkám štěstí. Do přístavu pevninské Óarai dorazila i mnohem větší loď se školou sv. Gloriany. Město Óarai uzavřelo bojovou zónu a obyvatelé se natěšeně přemístili na tribuny, neboť jde po letech o jejich první zápas. Velitelka Momo poděkovala sv. Glorianě za přijetí výzvy a Darjeeling zadržovala smích, když viděla barevné kreace Óaraiských, ale zachovala dekorum a vyzvala k férové bitvě. Na startovní pozici Momo předala velení Miho, načež hlavní rozhodčí odstartovala bitvu. |                                                          |                   |              |                     |
| 4 | Taičó, ganbarimasu! 隊長、がんばります                   | Akihisa Šibata    | Reiko Jošida | 30. října 2012      |
| Miho připomněla, že kdo zničí všechny tanky soupeře, vyhraje. Tým A naláká Glorianky do pasti a na výzvu Anzu nazve operaci „Záludnost.“ Darjeeling po vypití čaje zavelela vpřed. Miho s Jukari zahlédly při průzkumu formaci čtyř Matild II a jeden Churchill. Scéna je úplně stejná jako noční můra Miho z prvního dílu. Zatímco ostatní mířily k dohodnutému místu, Hana nepřesně vystřelila na Churchilla a Miho nařídila ústup a kličkovat. Darjeeling přidala tempo a výstřel z Churchilla málem trefil Miho, která byla napůl venku kvůli lepšímu rozhledu. Saori ji ihned napomenula. Momo nařídila střílet, ale čtveřice tanků byla žalostně nepřesná jak proti Miho, kterou si spletly se soupeřem, tak proti pětici Glorianských. Darjeeling nařídila je obklíčit. Miho ostatní napomenula, aby trefily aspoň pásy. Jakmile Darjeeling nařídila palbu, óaraiské dívky zpanikařily a prvačky opustily svůj růžový M3 Lee, který byl poté zasažen a vyřazen, a zlatý vz. 38 si vyvléknul pás a zapadl do díry. Momo chtěla dál pálit jak smyslů zbavená, ale Miho však nařídila ústup a zahájila operaci „Více záludnosti.“ Ujely do města, kde se trojice rozdělila. Schovaný Stug střelil jednu Matyldu a Typ 89 se schoval v hasičárně, kde další Matyldu střelil do zádě. Darjeeling rozlila čaj, když se to dověděla, ale řekla, že dál nedojedou. Vysmátá posádka Stugu zahlédla další Matyldu, ale v úzkých uličkách je prozradily vysoké vlajky, takže byly onou Matyldou snadno vyřazeny. Matylda v hasičárně ale nebyla vyřazená a výstřelem vyřadila volejbalistky. Zbyl jen Panzer IV proti čtyřem. V divoké honičce Óaraí bylo poškozeno několik budov, než Miho vjela do uzavřené uličky, avšak studentská rada s opraveným pásem zasáhla, jenže Momo ani z bezprostřední blízkosti netrefila, načež byl vz. 38 čtyřmi výstřely zdemolován. Umožnily tak ale Miho uprchnout a vyřadit cestou jednu Matyldu. Další dvě pak vyřadily střelou zblízka do boku na velké křižovatce díky pozornému sledování situace a vyrovnaly počet na jeden na jednoho. Miho nařídila couvat před příliš obrněným Churchillem, kličkovat a pak ho rychle zprava objet. Oba tanky vystřelily z nulové vzdálenosti současně a Panzer IV byl vyřazen, zatímco Churchill explozi ustál. Boj vyhrála sv. Gloriana 5:4, po bitvě se Dajeeling sešla s Miho a řekla, že jí vůbec nepřipomíná Maho. Anzu prohru brala s klidem, ale Ďasův taneček platí, jen budou tancovat všechny kvůli kolektivní vině. Pak Miho a spol. šly do města, kde potkaly Haninu matku s Šinzaburem. Díky Jukari se dověděla, že Hana bojuje v tanku, a omdlela. Hana doma matce oznámila, že už nechce aranžovat květiny a tanků nevzdá. Odešla s tím, že určitě časem pochopí. Večer se prvačky omluvily za opuštění tanku a slíbily, že se polepší. Studentská rada předala velení definitivně Miho a také dar od Darjeeling s dopisem, že jejich boj byl lepší než proti její sestře Maho. Jukari poznamenala, že sv. Gloriana posílá čaj jen silným soupeřům. Anzu chtěla příští, už oficiální souboj, vyhrát, protože školu přihlásila do 63. ročníku japonského poháru v jízdě tankem dorostu. Miho se ve velké sportovní hale účastnila rozlosování 16 tankových škol do celoročního turnaje. Los dopadl pro Óarai nemilosrdně - prvním soupeřem bude akademie Saunders, jejíž žačky byly výsledkem losu nesmírně potěšeny. |                                                          |                   |              |                     |
| 5 | Kjógó šáman gundan desu! 強豪・シャーマン軍団です        | Jasutaka Jamamoto | Reiko Jošida | 5. listopadu 2012   |
| V tankové restauraci se Miho omlouvala, že vytáhla Saunders, kde mají tanky pro až tři týmy, ambice a peníze. Budou čelit dvojnásobné přesile, neboť pro první a druhé kolo lze nasadit nejvýše deset tanků. Došlo ke konfrontaci Miho s Maho a s Erikou, které si myslely, že už tankem nejezdí, ale Jukari se jí zastala. Erika pronesla několik jízlivých poznámek o tom, aby nepoškodily pověst jízdy tankem. Dosud tichá Mako a Saori jí to ale vrátily. Jukari upřesnila, že ty dvě byly z Kuromorimine a devětkrát po sobě vyhrály titul. Cestou na loď Jukari Miho uklidnila, že prohra nevadí, ale studentská rada to slyšela a řekly, že prohra vadí. Miho zapřemýšlela, jak by se daly porazit, kdyby ale tak znala jejich formace... Jukari druhý den nepřišla do školy, takže ji holky odpoledne hledaly u ní doma. Její rodiče byly nečekanou návštěvou překvapeni a pozvali je do jejího pokoje s modely tanků, kam pak Jukari přišla oknem v cizí uniformě. Ukázala jim svou nahrávku infiltrace Saunders. Kay toho dne svolala studentky k oznámení tanků proti Óarai: jedna Světluška, jeden Sherman A1 a osm běžných Shermanů. Po zvolení vlajky se Jukari přihlásila s dotazem ohledně formace. Kay typicky americky odpověděla, že nevyužijí obvyklou taktiku, takže utvoří formace tří a nebudou bránit vlajku. Naomi ale odhalila, že je Jukari špión, která se na výzvu Kay představila jako Oddball z třídy, co si vymyslela, načež Kay vyprskla smíchy a Alisa burcovala, ať ji ostatní chytí. Další den ostatní holky Miho překvapily tréninkem až do setmění, aby ji nebrzdily a porazily i její sestru a Eriku za urážky v restauraci. Časem se zlepšily i ostatní týmy. Děvčata dostala tankové uniformy s insigniemi školy i s insignií týmu na zádech a přemalovala tanky na obvyklé zabarvení. Po stranách nechaly vedle znaku školy ještě zvířata dle pojmenování týmů. V den zápasu je Naomi s Alisou pozvaly na jídlo, aby se poznaly. Viděly jejich zázemí, Kay poznala „seržantku Oddballovou“ a pozvala ji na další honičku. Na startovních pozicích Miho připomněla, že vyhrají po vyřazení tanku s vlajkou, Saunders mají dvakrát více tanků, ale mají horší ovladatelnost, takže rozbijí jejich trojice a přilákají je po jednom ke Stugu. Při průzkumu lesa Králíka (M3 Lee) obklíčilo šest Shermanů. Ďas (Panzer IV) se jim s Kachnou (Typ 89) vydaly na pomoc, zatímco se vyděšená posádka Králíka snažila uprchnout. Průběh bitvy sledovaly Orange Pekoe a Darjeeling, jež pověděla historku, kdy se americký prezident chlubil, že má jeho země všechno na světě, a cizí novinář se ho zeptal, zda to „zahrnuje i cestu do pekel.“ Ďas s Kachnou dohnaly Králíka, ale čelily palbě od devíti tanků, a tak jely na jihovýchod. Alisa se smíchem poslala dva tanky z okraje čekat před les, ale Miho s ostatními i pod tíhou střelby dokázala projet skulinou mezi čekajícími Shermany. Pak jí došlo, že soupeřky odposlouchávající jejich vysílání. V pravidlech nebyla o odposlechu ani zmínka, tak Miho dostala nápad. Vydala falešné rozkazy, zatímco Saori poslala ostatním sms se skutečným plánem. Alisa navrhla Kay vyslat ke křižovatce na jih dva tanky jako předvoj a „dle intuice“ dalšími tanky obklíčit nepřítele. Miho z bezpečného místa sledovala blížící se Shermany a „poslala“ Želvu (vz. 38 a vlajku) ukrýt na kótu C1024R. Kachna vytvořila falešný kouř k iluzi skutečného ústupu. Alisa nařídila týmům Charlie a Dog zničit vlajku, avšak střelkyně Doga si všimla křoví s vystrčeným dělem Hrocha (Stugu). Následovala křížová palba a Dog byl vyřazen, zatímco Charlie uprchnul. Erika se na tribuně divila a Kay prohlásila, že bitva bude ještě zajímavá. |                                                          |                   |              |                     |
| 5.5 | Šókai šimasu! 紹介します！                               | —                 | —            | 13. listopadu 2012  |
| Rekapitulační díl. |                                                          |                   |              |                     |
| 6 | Ikkaisen, hakunecu šitemasu! 一回戦、白熱してます        | Acuši Kobajaši    | Reiko Jošida | 19. listopadu 2012  |
| Plán Miho fungoval, tak rozkázala shromáždit se na kótu 128 a počkat si na Světlušku. Alisa se hlasitě smála, že tam z nich bude snadný cíl, a poslala Kay „spolehlivé “echo. Takto Miho přiměla soupeřky k vyklizení skoro celého bojiště, aby mohla pátrat po saunderské nehlídané vlajce vylučovací metodou. Saori pomocí sms vydala pokyny hledat, kam Miho potřebovala. Kay se divila, že na kótě 128 nikdo není, a zatímco Alisa přemýšlela, jak je to možné, byl její tank s vlajkou nečekaně nalezen Kachnou. Noriko Isobeová chvíli hleděla na Alisu, než jí došlo, že vjely přímo před kanón Shermana, a tak zavelela co nejrychleji ujet, načež Alisa nařídila pálit jak zběsilá. Noriko informovala Miho, že našla vlajku Saunders, ale nyní zřejmě zjistily, že ony zjistily, že je odposlouchávají. Nahlásila polohu, aby se jim ostatní vydali naproti. Kachna se nechala Alisou pronásledovat a oslepily je dýmovnicemi. Jakmile se dým rozestoupil, Alisa si uvědomila, že vjela přímo do pasti, ale povedlo se jí vyhnout výstřelům a ujela pryč. Oznámila Kay, co se stalo, a byla nucena přiznat odposlouchávání soupeřek, které si to uvědomily. Rozčílená Kay ale chtěla bojovat čestně, a tak honičku, které se v publiku divila Darjeeling i jiní, vedla s vyrovnaným počtem tanků. Zbylé čtyři Shermany ukončily bitvu. Nařídila Naomi jet se Světluškou první. Vlajka Saunders byla za jízdy pod těžkou a nepřesnou palbou pěti tanků, přičemž Alisa ztratila nervy, demoralizovala svou posádku svými nesmysly. Erika v publiku (jež začalo fandit Óarai) rovněž konstatovala, že takový vývoj nečekala, Maho zůstala nemluvná. Alisa v křeči nařídila střílet, ale palba byla žalostná. Kay s ostatními čtyřmi Shermany dohnala Óaraiské a výstřel Světlušky je zmátl a rozladil, naopak Alise se ulevilo. Óaraiské se ocitly pod palbou zepředu i zezadu, a tak Miho nařídila jet v řadě, aby Králík s Kachnou chránily Želvu s vlajkou. Oba tanky Světluška brzy trefila a na dostřel byla i Želva. Dle Eriky je konec jen otázkou času. Óaraiské začaly klesat na duchu a Alisa pod návalem euforie je chtěla rozdupat jak sloni. Hroch se zařadil za Želvu a bylo štěstí, že byl vz. 38 malý, takže jej bylo obtížné zasáhnout. Miho přemýšlela a poté, co Saunders málem úspěšně zasáhly Želvu, vyzvala ke klidu a k palbě na jejich vlajku za jízdy v plné rychlosti, není na místě boj vzdávat, vyhrají, když se prostě trefí. Ostatní souhlasily a Saori reagovala přirovnáním o hledání chlapů, střílet, dokud se netrefí správně. Hana řekla, že stačí „jeden výstřel - jeden mrtvý,“ a požádala Mako, aby vyjela na kopeček na útesu, aby prchající vlajku zasáhla svrchu, i když to není bez rizika. Kay také hned nařídila střelit Ďasa. Intuice Miho umožnila předejít zásahu prudkou změnou směru, čímž Hana dostala čas na míření na vlajku pod skálou. Ďas v ideální střelecké pozici vypálil současně se Světluškou, kterou na ně Kay nasadila. Oba výstřely z velké vzdálenosti do slabého místa v motorovém prostoru byly úspěšné. Saunderská vlajka byla vyřazena, tedy Óarai vyhrálo. Při závěrečném nástupu sklidily ohromný aplaus publika a Kay objala Miho a poděkovala za fantastický souboj. Vysvětlila, proč na konci nasadila vyrovnaný počet tanků, a omluvila se za odposlouchávání. Miho skromně odpověděla, že by nevyhrála, kdyby na konci nasadila všechny tanky. Kay jí popřála vše nejlepší do dalších bojů. Pak plakající Alise oznámila, že její „kousek“ bude v hlášení. Eriku naivita obou kapitánek znechutila. Když se večer chystaly k návratu vlakem na loď, zavolali Mako z nemocnice, že její babička omdlela. Mako chtěla nesmyslně do Óarai doplavat, ale Maho jí nabídla odvoz kuromoriminskou helikoptérou. Saori letěla s ní. Erika vehementně protestovala, ale Maho zdůraznila, že i toto je součástí „senša-dó.“ Děvčata ze studentské rady po návratu komentovaly výsledky ostatních zápasů prvního kola. |                                                          |                   |              |                     |
| 7 | Cugi wa Ancuio desu! 次はアンツィオです                  | Hirojuki Hata     | Reiko Jošida | 26. listopadu 2012  |
| Děvčata navštívila babičku Mako v nemocnici, které bylo lépe a vedla s Mako ostrou slovní výměnu. Odvážily se vejít do pokoje a babička se teprve od nich dověděla, že Mako jezdí tankem, což ji zklidnilo. Miho a Jukari ale s babiččinou poznámkou o tom, že jim Mako není k ničemu, nesouhlasily. Babička však trvala na tom, že ji to beztak nikam nedostane. Miho pak zůstala s babičkou chvíli sama a ta ji požádala, ať ji dá na Mako pozor. Mako prospala celou cestu na školní loď, přičemž Saori pověděla, že rozumí, proč Mako slyší na odměnu omluvení pozdních příchodů: aby i přes dobré známky nepropadla, a aby babičku, svou poslední příbuznou, netrápila. Mako chodila pozdě i kvůli tomu, že se babiččin stav nezhoršil poprvé, proto nemohla spát a kvůli nastřádaným neomluveným absencím už rezignovala, avšak teď má šanci. Miho se po vyslechnutí příběhu o Mako svěřila Saori s vlastním. Každý má své problémy a vzpomněla si na kázání své matky o důležitosti železných zásad školy Nišizumi, jejíž je ona také dědičkou, klidně přes mrtvoly, protože ta trvala na tom, že bez těžkých obětí není možné vyhrávat. Druhý den Saori táhla spící Mako na zádech, což vedlo ke konfliktu se Sodoko. Mako ale stejně utekla ze třídy, aby se vyspala v Panzeru IV, kde ji ostatní našly o polední pauze. Probraly zápas se Saunders a Miho řekla, že to „nějak zvládly,“ ale Jukari namítla, že vítězství je vítězství a na víc se nikdo ptát nebude. Miho si vzpomněla opět na styl Nišizumi. Jukari však dodala, že boje, všechny tréninky, společné příchody a odchody byly zábava. Saori to cítí podobně, třebaže jí ze začátku vadily olej, hluk a bolesti. Miho přiznala, že ji to s nimi baví také, ale dodala, že před přestupem znala v jízdě tankem jen myšlenky na vítězství, bez znaků zábavy. Jukari si ten osudný zápas pamatovala z televize, a uklidnila Miho, že její rozhodnutí vytáhnout kamarádky z utopeného tanku bylo správné, třebaže její tank s vlajkou byl snadný cíl pro tým Pravdy, jenž tak získal mistrovský titul. Posádka toho tanku je jí určitě vděčná za záchranu životů. Za tato slova jí Miho poděkovala. Mezitím Juzu sdělila Momo a Anzu obavy z dalšího zápasu. I přes dobrou bojovou morálku je pro ně Anzio velmi nebezpečné. Momo přednesla v garážích velký motivační projev, který dívky nabudil. Mako se zlepšil nízký tlak, ale na Miho se valila spousta věcí: Anzu s Juzu chtěly vypracovat bitevní plán i objednání materiálu, volejbalistky chtěly radu ohledně rychlejšího manévrování, historičky zase chtěly zrychlit střelbu a prvačky chtěly řešit své partnerské problémy. Saori, Mako, Jukari i Hana si je rozdělily a poradily jim. Zatímco se Hana pustila s Juzu do papírování, Miho připomněla Anzu a Momo problém s nevyhovujícími tanky. Hana však zjistila, že by škola i po letech stále měla mít někde další, které ještě nenašly. Pátrací týmy zamířily do lesa i do útrob obří lodi. Volejbalistky s Miho a Mako v opuštěné klubovně našly 75mm kanón pro Panzera IV, Jukari s historičkami našly v lese utopený B1 bis a Saori se s prvačkami ztratila v podpalubí. Ostatní je musely hledat a přitom nalezly nepojízdný Porsche Tiger. Nálezy nebylo možné připravit do další bitvy včas, a tak pak měla Miho k tankistkám v lázni motivační řeč. Následoval záběr ze scény, kdy Óarai i přes poloviční počet tanků soupeřky na hlavu porazily, přičemž Ančovy padla únavou. |                                                          |                   |              |                     |
| 8 | Purauda sen desu! プラウダ戦です                         | Šin'iči Masaki    | Reiko Jošida | 3. prosince 2012    |
| Darjeeling navštívila obří loď školy Pravda, kde si Kaťuša s nováčky z Óarai hlavu nelámala, ale zneklidnilo ji příjmení velitelky Nišizumi. Ulevilo se jí, když Darjeeling dodala, že ta mladší. V Óarai automobilový klub nainstaloval 75mm protitankové dělo na Panzera IV, který byl přeměněn na typ F2. Zprovozněn byl i Renault B-1, do něhož usedly členky disciplinárního výboru v čele se Sodoko, a jenž byl pojmenován husa. Momo připomněla, že Pravda je úřadující mistr Japonska a musí ji porazit. Ostatní nechápaly její upínání na vítězství, avšak Momo vykřikla, že takový přístup nepřichází v úvahu. Anzu s naprosto vážnou tváří zopakovala, že se vyhrát musí, a požádala Miho o schůzku v kabinetu studentské rady. Zde ukazovala Miho fotoalbum z různých akcí dvou předešlých ročníků, kde vypadaly bezstarostně, a pochlubila se, co od prváku rada zařídila. Miho poté marně přemýšlela, co tím chtěly říct. Anzu s Momo a Juzu zabědovaly, že jí něco říct nedokázaly, ale bude lepší, když se Miho na bitvu bude těšit beze stresu jako ony. Toho večera se v rezidenci Nišizumiových setkala Maho s matkou, jež byla rozčílená z analýz bitev své mladší dcery. Vyhubovala Maho, že věděla, že Miho nebojuje železně ve stylu Nišizumi, ale hodlá se přesto vypraví na semifinále spolu s Maho, aby jí tam oznámila její vydědění. Miho znala taktiku Pravdy i jejich tanky, proto byla schopná vymyslet strategii šesti tanků proti patnácti, ale raději zvolí opatrnější postup. V den bitvy v noci daleko na severu se musely potýkat se silnými mrazy a tým Husa s nervozitou. V raketometu Kaťuša se na ně přijela podívat Kaťuša s Nonnou, která se soupeřkám vysmála. Ani nepodala Anzu ruku a přikázala Nonně, aby ji zvedla na svá ramena. Kaťuša prohlásila, že jsou ve všech směrech horší než ona, načež ji Momo urazila výzvou, ať sleze z koně. Kaťusa si ještě rýpla do Miho za minulý rok, bez ní by prý vyhrát nedokázaly. Miho ostatním připomněla, ať se nenechají obklíčit a ať chrání vlajku. Tým Hroch nesouhlasil a navrhl bleskový úder, s čímž souhlasily i ostatní. Miho se rozhodla nenarušit bojovou morálku, a zavelela útok. Na druhé straně bojiště se rozjela 15členná skupina sovětských tanků a Kaťuša pohrozila Sibiří spolužačkám, které se nechají vyřadit. Chtěla oddělit vlajku Óaraie od ostatních, ty jedny po druhé zlikvidovat a vlajku si nechat na konec. Po zvolání URÁ ve formaci zpívaly hit Kaťuša. Díky průzkumu Kaťuša snadno zjistila, co mají v plánu, tedy pokynula Nonně. Mako musela pomoci Gomojo s Renaultem zapadlým do sněhu a po překonání sněhového valu Óaraiské střílely do trojice tanků T-34, z nichž dva vyřadily Ďas a Hroch. Děvčata se rozjančila, ale Miho se zamračila a řekla, že to bylo příliš snadné. Přikázala však pronásledovat třetí tank, který ujel za linii pětice dalších T-34, kde byla i vlajka. Stug dalekonosnou palbou opět zasáhl jeden z nich, pak tanky Pravdy ustoupily. Óaraiské ale ignorovaly rozkazy Miho a vydaly se za nimi do vesničky, kde vlajka Pravdy obratně manévrovala a uhýbala střelám. Miho se musela vydat za nimi, kde je ostatní dosud schované tanky Pravdy obklíčily. Nařídila ukrýt všech šest tanků v pobořené budově kostela, který Pravda střelami ještě více poškodila. Dále byl zasažen Hrochovi do pásu a Králík s Ďasem do věže. Palba náhle ustala a Pravda vyslala posly se vzkazem, aby se vzdaly Kaťuše a poklonily se jí. Mají tři hodiny na rozmyšlenou. Děvčata Óaraie se chtěly vzdát, protože dostat se prvním rokem s takovým málem hned do semifinále je veliký úspěch. Momo však vybuchla, že se musí vyhrát za každou cenu a bojovat až do konce. Ostatní se znovu ptaly, proč, a Miho řekla, že jsou důležitější věci než vítězství a tady na Óarai pochopila, že jízda tankem je zábava a konečně jí přirostla k srdci stejně jako tato škola, a tak to musí zůstat. Nebude riskovat zdraví a životy dalších a vzdá se. Momo konečně řekla, co se stane, když prohrají: jejich škola zanikne. Anzu to vyděšené Miho zopakovala: když nevyhrají turnaj, óaraiskou školu zavřou. |                                                          |                   |              |                     |
| 9 | Zettai zecumei desu! 絶体絶命です                        | Jósuke Hašiguči   | Reiko Jošida | 10. prosince 2012   |
| Členky studentské rady vyprávěly, jak jim ministr školství (MEXT) oznámil zrušení některých škol, aby se doplnil rozpočet pro ostatní. Školy jako Óarai, které v ničem nevynikají, budou první na řadě, ale stane se tak až za rok. Poznamenal, že óaraiská škola před lety měla dobrý tankový tým. Anzu v afektu prohlásila, že jízdu tankem obnoví, a jakmile jí došlo, co řekla, vmetla ministrovi, že výherce japonského poháru by přece nezrušil... Děvčatům přiznaly, že obnovení jízdy tankem znamenalo i státní dotace, kterými mohly lepit díry v rozpočtu školy. Anzu řekla, že dříve měla škola dobré tanky, ale většinou byly prodány. Nyní disponují jen zbytkem. Momo rezignovaně přiznala, že neví, jak si představovala napoprvé vyhrát, ale živila tím jedinou naději na záchranu školy. Anzu dodala, že chtěla poslední ročník prožít s nadějí, a s Juzu se omluvila, že nic dříve neřekly. Děvčata byla v šoku nejen z těchto novinek, ale i z toho, že by je poslali do ostatních škol. Miho rezolutně prohlásila, že nikdo ještě neprohrál a chce se všemi jezdit tankem i nadále, a rozkázala opravit tanky. Mezitím diváci diskutovali stav zápasu a Darjeeling vysvětlila Orange Pekoe, že Kaťuša neútočí, protože si chce užít ponížení soupeřek. Šiho Nišizumiová chtěla odejít, ale Maho ji přesvědčila, že boj ještě neskončil. Kaťuša se najedla boršče a šla se se vyspat. Během pauzy Óaraiské nelenily a opravily, co se dalo. Miho s Momo pracovaly na vymanění se z obležení a vyslaly Erwin s Jukari a Sodoko s Mako na průzkum, jež se vrátily s úplnými informacemi o rozestavení tanků Pravdy. Prudce se ochladilo a začalo hustě sněžit, takže hrozilo, že bude zápas předčasně ukončen. Před vypršením příměří byly Óaraiské úplně promrzlé, zatímco studentky Pravdy se u ohně, boršče a kozáčka příjemně bavily. Miho musela jako velitelka něco udělat s morálkou a napadlo ji tancovat trapný Ďasův taneček. Postupně se přidaly všechny a viděli to i diváci na promítacím plátně. Šiho Nišizumiová byla znechucená, avšak děvčata se znovu semknula a málem si nevšimly, že přišli poslové z Pravdy, kterým řekly, že budou bojovat až do konce. Kaťuša si po probuzení byla jistá rychlým koncem. Schválně nechala v rozestavení slabé místo, aby je znovu obklíčila a zničila. Óaraiské zahájily kamikadze výpad plnou rychlostí a byly nepřesně bombardovány. K nepříjemnému překvapení Kaťuši však náhle změnily směr a vjely do nejlépe střežených míst. Anzu vystřídala nepřesnou Momo na místě střelce a přikázala Juzu nalepit se na nepřítele. Jejich malý kanón dokázal poškodit Nonny tank. Za čtyřčlenným kordonem Pravdy se nacházel další, kam se Želva vydala na riskantní sólo misi, kde kličkovala mezi T-34, jednomu poškodila pás a dvě soustředěnými výstřely do slabých míst vyřadila, pak je při ústupu trefila Nonna. Kaťuša ztratila nervy a nařídila zbylým tankům pronásledovat je. Členky vlajkového tanku se zeptaly, zda se mají také připojit, ale Kaťuša jim nakázala zůstat v noře jako medvěd. T-34 začaly Óaraiské, které vsadily na špatnou viditelnost, na sněžné pláni rychle dohánět a Miho nařídila Ďasovi a Hrochovi schovat se za kopcem, Huse a Králíkovi chránit Kachnu s vlajkou, neopětovat palbu a nechat se šestici tanků Pravdy pronásledovat, protože mezi nimi chyběla vlajka a musí ji najít. Nonna si všimla, že dva óaraiské tanky chybí, ale Kaťuša nařídila se tím nezabývat a hnát se dál za vlajkou. Ďas s Hrochem se vrátily do vesnice, kam Miho vyslala Jukari na pěší průzkum. Ta našla věž, odkud nalezla vlajku Pravdy za jednou z budov. Nonna vyřadila Králíka a zároveň posádce vlajky Pravdy došlo, že byly nalezeny, proto se chtěly připojit k ostatním, což Kaťuša zamítla, protože samotné na otevřené pláni budou snadný cíl. Nonna potřebovala čas, proto Kaťuša nařídila vlajce kroužit ve vesnici dokola. Ďas s Hrochem snadno vyřadily KV-2 a pustily se do pronásledování vlajky. Nonna vyřadila na sněžné pláni Husu a zbývala už jen Kachna s vlajkou. Miho si uvědomila, že vlajka Pravdy krouží dokola, tak nařídila Hrochovi zahrabat se do sněhu. Kachna kličkováním uhýbala kanonádě Pravdy, zatímco Jukari hlásila přesnou polohu vlajky Pravdy. Když se přiblížila k Hrochovi, přiměla ji Hana kulometem k zatočení, aby ji z bezprostřední blízkosti Stug vyřadil. Na sněžné pláni však zároveň Nonna trefila Kachnu... |                                                          |                   |              |                     |
| 10 | Kurasumeito desu! クラスメイトです                       | Takaši Ikehata    | Reiko Jošida | 17. prosince 2012   |
| Nakonec se ukázalo, že óaraiská vlajka byla sice zasažena, ale přišla pouze o část pancéřování a pás, jinak zůstala pojízdná. Rozplakaná Kaťuša okřikla Nonnu, podávající jí kapesník, že nebulí, ale pak přišla za Miho vyříkat si s ní bitvu. Uznala, že nebojují špatně, a pogratulovala k vítězství. Slíbila, že přijde na finále. V prořídlém publiku Óarai sklidilo aplaus, ale Šiho Nišizumiová výhru své mladší dcery neocenila. Vyhrála dle ní jen díky podcenění situace ze strany Pravdy. Maho nesouhlasila, Óarai dle ní vyhrála díky schopnostem přizpůsobit se situaci a díky faktu, že Miho tým sjednotila. Pro Šiho to bylo kacířství, tedy přiměla Maho přísahat na jméno Nišizumi, že svou sestru ve finále porazí. Ve škole Miho odhadla, co proti nim Kuromorimine nasadí, ale dvacet tanků proti šesti je šílená přesila a na nákup nových tanků peníze nejsou. Automobilovému klubu se však konečně povedlo uvést do provozu Porsche Tiger, ale při zkoušce se ukázaly jeho nedostatky. K hledání dalších tanků Sodoko zmobilizovala další lidí a Anzu sehnala součástky k přestavbě vz. 38 na Hetzer. Některé součástky posloužily k vylepšení Panzeru IV na verzi H. Nekota by se chtěla přidat a dotázala se, zda by mohl fungovat Typ 3 Či-nu, který léta stál jako nepojízdný na parkovišti. Nekota se pustila do jeho renovace a zavolala si na pomoc spoluhráčky ze hry World of Tanks, Pijotan a Momogu, s nimiž utvořila tým Mravenečník. Počet tanků se zvýšil na osm a členky automobilového klubu si Porsche Tiger zamilovaly natolik, že se rozhodly ho řídit jako tým Leopon. Babičku Mako konečně pustili z nemocnice a Hana měla na výstavu květin, kde ukázala své aranžmá ve váze ve tvaru tanku a usmířila se s matkou. Před finále Miho v proslovu ujistila, že se bude v důležité bitvě proti bývalé škole snažit uspět. Na konci tréninku Momo prohlásila, že jsou tanky připraveny, ale tankistky se musí připravit psychicky. Studentská rada se vydala do své oblíbené restaurace, tým Ďas povečeřel u Miho doma speciální japonské kuřecí maso pro štěstí. Saori se pochlubila amatérskou licencí radisty 2. třídy a ostatní překvapila, že dosud mluvila jen o klukách. Tým Kachna se odreagoval volejbalem, Hroch venku ve tmě na lavičce též kuřecím, týmy Leopon a Mravenečník ve svých tancích rovněž. Sodoko s Pazomi a Gomojo malovaly plakáty s nápisy "fanděte nám," a tým Králík plakal u filmu Kellyho hrdinové během scény, kdy byl německý Tiger zasažen Shermanem seržanta Oddballa patronou s barvou a kanón Tigeru se zasekl v úzké uličce o zeď a na druhé straně o strom. Druhý den ráno už seděly ve vlaku, jenž táhnul na tankodrom pod horu Fudžisan i jejich tanky, do dějiště finále, kde měly k dispozici moderní zázemí, a kde bylo plno diváků i stánků s vojenskými suvenýry. Navštívily je postupně Darjeeling, Kay i Kaťuša, jež jim popřály hodně štěstí. Darjeeling dodala, že dalece překonaly očekávání, a Kaťuša chtěla vidět, jak Miho rozdrtí Kuromorimine jako při operaci Bagration. Při ceremoniálu, kdy se družstva pod dozorem rozhodčí Ami Čónové pozdravily, Erika jízlivě popíchla Miho, že je velitelkou jen proto, že má tak slabý tým, a aby se nenaparovala, když se štěstím vyhrála pár zápasů. Miho se dívala k zemi a pak přiběhla jedna z protihráček, které předešlý rok zachránila život z potápějícího se tanku, aby jí poděkovala a omluvila se jí, že ji za to ostatní ze školy vyštvaly. Je ráda, že na jízdu tankem nezanevřela, a Miho slíbila, že od tanků už nikdy neuteče. Miho sdělila, že Kuromorimine nejspíš zaútočí se vším, co má, proto se musí co nejrychleji přesunout na kopec - kótu 207. Pokynula týmu Želva, a zápas mohl odstartovat. Maho vyzvala spoluhráčky, aby nepodcenily obranu, ale i tak zaútočí rychle. Po startu Jukari pověděla Miho, že loňská záchrana kamarádek přece jen byla správná. Dva kilometry před cílem dopadlo několik výstřelů tanků Kuromorimine z lesa na Óaraiské, které musely přidat tempo a kličkovat k protilehlému lesu, dokud ještě jsou daleko. Střelkyně Tigera II v čele s Erikou, úspěšně zaměřila vlajku, tým Ďas. Při kličkování se ale týmu Mravenečník zaseklo řazení a nechtíc zařadily zpátečku, takže vjely Erice přímo do rány. Ty tak nechtíc zachránily Miho i celý tým před příliš rychlým koncem. Nekota a spol. však byly vyřazeny. |                                                          |                   |              |                     |
| 10.5 | Šókai šimasu 2! 紹介します2！                            | —                 | —            | 25. prosince 2012   |
| Rekapitulační díl. |                                                          |                   |              |                     |
| 11 | Gekisen desu! 激戦です                                   | Acuši Kobajaši    | Reiko Jošida | 13. března 2013     |
| Ostatních sedm tanků Óaraie uniklo pryč a pod vysokým kopcem zahájily operaci kouřová clona. Vypustily dýmovnice, aby na ně nebylo vidět. Erika je chtěla palbou naslepo trefit, ale zarazila ji Maho, aby neplýtvala municí, protože mají čas. Óarai Pojede do kopce a Porsche Tiger bude pomalý. Jakmile se dým rozestoupil, Óaraiské zatím postoupily výrazně vpřed, protože ostatní tanky Porsche Tiger nahoru táhly. V půlce kopce vypustily týmy Husa a Králík další dýmovnice tak, aby je soupeřky neviděly schovat se do zákopu. Soupeřky si ani nevšimly, že zmizel tým Želva (hetzer) a Anzu se škodolibým smíchem poškodila z úkrytu v křoví pásy u dvou nepřátel. Maho na úpatí kopce řekla, že se Óarai stihly dostat do výhodného obranného postavení, přesto v situaci sedmnáct proti sedmi (ve skutečnosti šesti) přikázala kopec obklíčit. Miho vydala rozkaz zahájit bombardování. Kvůli velké vzdálenosti nebyl nikdo moc přesný, ale Hroch nakonec jednoho Panthera trefil, dalšího i ostrostřelbou Hana z týmu Ďas. Pak ale čelily soustředěné palbě soupeřek, které na příkaz Maho daly dopředu Jagdtigera, aby snadno odrážel palbu Óaraiských, a umožnil Kuromoriminským se ještě více přiblížit. Z dálky vše pozorovaly Anzu, Momo a Juzu, které zahájily operaci škádlení. Želva cestou pod kopec narazila na jeden z tanků, kterým zničily předtím pás, a zničila jim ho znovu, čímž si vysloužily nadávky od jejich velitelky. Miho si všimla blížící se Želvy, proto nařídila bombardováním zakrýt výhled za soupeřky. Želva vjela do skulinky mezi dva Panthery a donutila je otočit se, aby se ji pokusily trefit, jenže Želva začala obratně kličkovat ve formaci Kuromoriminských, čímž v jejich řadách způsobila značný chaos. Kay, Alisa a Naomi se divily, protože ještě nikdy neviděly formace Kuromorimine tak rozbité. Kay poznamenala, že si nejsou vůbec schopné poradit s nenadálými situacemi. Erika s Maho spolubojovnicím zakázaly Želvu trefit, aby se nevyřadily navzájem, jenže Jagdpanzer IV rozkaz neuposlechnul, otočil se a obnažil své slabé místo, čehož Óaraiské využily, vyjely ze zákopu, a palbou do boku ho vyřadily. Miho uviděla, že je pravá strana nepřátelské linie rozložena, tedy zavelela ústup, přičemž Porsche Tiger jel první, aby odrazil střely soupeřek. Z místa zmizely opět díky dýmu. Erika je chtěla dohnat, jenže následkem nepřizpůsobení rychlosti terénu se jí přetrhl levý pás. Óaraiské i přes technické problémy Porsche Tigeru ujely k řece, kterou musely přebrodit. Uprostřed však týmu Králík zhasl motor a Miho si musela vybrat, zda tam Králíka nechá, nebo pomůže, ale bude riskovat, že je soupeřky doženou. Podpora ostatních členek týmu Ďas ji přiměla rozhodnout se pro pomoc. Přeskákala tanky až ke Králíkovi, s prvačkami natáhla řetěz, zatímco ostatní až na Stuga kryly Miho palbou, jelikož se Kuromoriminské dostaly na dostřel. Pak vytáhly Králíka z vody. Erice, jež mezitím opravila pás, se nepovedlo spláchnout je do řeky a zasáhla prázdný břeh. Kuromoriminské opět přepadl Hetzer, ale Maho si ho všimla, tak přikázala jednomu Panzeru III, aby se o ni postaral. Želva tedy zkratkou dohnala ostatní Óaraiské u kamenného mostu, kde je z křoví sledoval Panzer III. Všechny tanky most opatrně překonaly, ale pod těžkým Porsche Tigerem se začal bortit, tak řidička Cučija šlápla na plyn a v plné rychlosti se přesunula tak, aby tank nespadl do řeky. Kuromorimine se muselo vrátit a dojet do města, kam Óaraiské ustoupily, oklikou. Ve městě je Panzer III nalákal do úzké ulice k tajné zbrani, kterou dosud schovávaly: 188 tun vážící Panzer VIII Maus. Ten zatarasil cestu, s problémy otočil v křižovatce kanón, a Óaraiské stály v němém úžasu při pohledu na legendární supertěžký tank. Tým Husa v panice vystřelil, načež je obří Mausův kanón převrátil výstřelem na střechu a vyřadil. Miho nařídila ústup k další křižovatce, kde Maus těsně netrefil Želvu, ale třetí výstřel vyřadil tým Hroch, který chtěl Kachnu nerozvážně pomstít, ale střela na kanón Mausu se jen odrazila. Óaraiské po ztrátě dvou tanků musely rychle zmizet, zatímco se zbylých 14 kuromorimských tanků blížil k městu. |                                                          |                   |              |                     |
| 12 | Ato ni wa hikenai tatakai desu! あとには退けない戦いです | Cutomu Mizušima   | Reiko Jošida | 25. března 2013     |
| Zbylá pětice óaraiských tanků se stáhla a opatrně se navzájem kryly, aby Maus netrefil vlajku. Podařilo se však vyřadit Panzer III a Maus zůstal sám. Přesto na něj nenacházely recept, ale Miho věděla, že pokud ho nezničí, bude s nimi konec, jakmile dorazí zbytek. Saori v knize hledala informace o Mausu a prohlásila, že je jako tank na druhém tanku. Miho si vzpomněla na chlazení na zádi Mausu, slabé místo a napadla ji poněkud zbrklá taktika, kterou ostatní na hlavní silnici provedly. Pětice Óaraiských se rozjela proti němu, přičemž se Želva maximální rychlostí čelně s Mausem srazila, aby Maus na nízký Hetzer najel a sám se znehybnil. Králík s Leoponem vyprovokovaly Maus otočit kanón a Kachna po Želvě vyjela na Maus zablokovat otočenou věž. Ďas vyjel nad Maus a přesnou střelou do chlazení ho vyřadil. Leopon vytáhl Želvu zpod Mause, ale Hetzer byl natolik poškozen, že byl vyřazen. Do příjezdu soupeřek zbývalo pár minut, takže Miho vymyslela poslední operaci: Uspořádání. Zbylých čtrnáct tanků soupeřek mělo být rozprášeno po městě a Jagdtigerovi a Elefantovi nesmělo být dovoleno dostat se k vlajce, což byla práce pro Králíka. Kachna na sebe navázala provokacemi Eriku a mnoho dalších tanků, Ďas se pokusil nalákat vlajku soupeře k duelu jeden na jednoho na bodu HS a Leopon se ztratil z dohledu a měl zablokovat jedinou přístupovou cestu do bodu HS. Králík si u nábřeží počkal, aby se nalepil na záď těžkých stíhačů tanků a nalákal je do úzkých uliček, kde Králík objel čtverec a využil pomalosti Elefanta, kterého střelil do zádě. Říkaly tomu „Kellyho hrdinky.“ Pancíř Elefanta byl ale příliš silný, ale Saki si všimla praskliny, která by mohla být slabé místo, takže oba kanóny namířily na poklop a celá záď Elefanta explodovala. Při couvání z uličky viděly Jagdtigera, avšak ten ujel a na křižovatce zahnul za roh. Velitelka Azusa poznala nebezpečí, takže Karina včas šlápla na brzdu, jinak by je kanón Jagdtigera trefil. Pak je Jagdtiger natlačil zpět do uličky, kde Králíkovi nezbylo než zkusit soupeřky přetlačit a zablokovat kanón. Na konci vjely na nábřeží, kde prudce couvly nalevo, avšak byly vyřazeny. Jagdtiger setrvačností nadskočil, prorazil svodidla, zlomil si kanón o dno vyschlého koryta a převrátil se na střechu, čímž byl také vyřazen. Miho úspěšně nalákala Maho s vlajkou k bodu HS. Leopon se již také blížil a Kachna byla těžkým ostřelováním vyřazena na nábřeží. Erika se vydala Maho na pomoc, ale Leopon zatarasil cestu a vyřadil dva Panthery. Miho s Maho na sebe na hlavním nádvoří komplexu mířily děly přes kašnu uprostřed. Maho křikla na sestru, že útěk není styl Nišizumi, ale teď nemá kam utéct. Začal zuřivý duel, kdy Miho nejprve ujela do uličky, aby vyhledala lepší palebnou pozici proti Tigeru sestry. Leopon se zatím statečně se zničenými pásy držel u vjezdu, kde ho částečně kryly vyřazené Panthery, a opětoval palbu na zuřící Eriku a na několik dalších. Maho vystřelila na střechu, aby zatarasila v boční uličce cestu. Miho byla nucena jet zpátečkou, ale pozorným posloucháním odhadla polohu Tigera, aby pak v maximální rychlostí vzad nárazem do Tigera zablokovala kanón. Obě pak na sebe střílely z protilehlých ulic přes spojovací, až se vrátily zpět na nádvoří s kašnou, které několikrát obtočily, aby na sebe navzájem nepřesně pálily. Hana při jednom čelním výpadu málem zasáhla Maho, která se chytla za krk, jak to bylo těsné. Každopádně si Miho musela pospíšit, neboť Erika přejela přes vyřazeného Leopona do areálu. Miho nařídila Jukari a Haně střílet rychleji, a první ranou zasáhnout jejich pás. Nařídila Tigera objet maximální rychlostí zprava o 360°, i když zničí pásy. Lidem se na tribunách tajil dech, stejně tak posádkám vyřazených tanků Óaraie, které se chytly za ruce. Hana znehybnila Tigera. Mako šlápla na plyn a se skřípáním pásů, které se trhaly na kusy, plnou rychlostí objela ve smyku nepřátelskou vlajku, která nestíhala točit kanónem. Miho si říkala, že proti sv. Glorianě to nefungovalo, ale tentokrát to vyjde. Hana namířila na motorový prostor na zádi a vystřelila s Tigerem současně. Přes dým dlouho nebylo vidět, avšak Erika oněměla, když uviděla zdemolovaný Tiger a na něm bílou vlaječku. Panzer IV nebyl vůbec zasažen. Óarai vyhrálo finále, Maho sklopila zrak a beze slova se Erikou nechala odvést z místa pryč. Óaraiské propukly ve veselí, Momo v slzy dojetím, a jakmile nákladní automobil pomohl vítěznému Panzeru IV bez pravého pásu vrátit se k tribunám, ostatní je obklopily. Miho vyčerpáním nebyla schopná vylézt, tak jí holky musely pomoci. Momo nenacházela slova vděku a propukla v pláč. Poděkování dokončila Anzu, tedy díky Miho nebude óaraiská škola zavřená. Sodoko vymazala dle dohody všechny neomluvené absence a pozdní příchody Mako. Jakmile Miho nabrala trochu sil, běžela za sestrou, jež uznala porážku a pochválila Miho, že bojovala skvěle, třebaže ne stylem Nišizumi. Miho řekla, že už konečně nalezla svou jízdu tankem, a Erika, jež překonala zklamání z prohry, ji popíchla, že příští rok vyhrají zase ony. Během ceremoniálu převzala Miho před nastoupeným družstvem obří standardu jako symbol vítězství. Z dálky vše pozorovala její matka Šiho, jež si vydechla, usmála a zatleskala jí. Seriál končí spanilou jízdou opravené osmice tanků městem Óarai, kde jim v ulicích lidé gratulovali k zisku titulu mistryň Japonska. |                                                          |                   |              |                     |

### Speciální díly
| Č.       | Původní název                                                   | Premiéra v Japonsku |
| -------- | --------------------------------------------------------------- | ------------------- |
| OVA–1    | Wótá wó! ウォーター・ウォー！                                   | 21. prosince 2012   |
| OVA–2    | Sabaibaru wó! サバイバル・ウォー！                              | 22. února 2013      |
| OVA–3    | Sukúru šippu wó! スクールシップ・ウォー！                       | 22. března 2013     |
| OVA–4    | Ankó wó! アンコウ・ウォー！                                     | 24. dubna 2013      |
| OVA–5    | Sunó wó! スノー・ウォー！                                       | 28. května 2013     |
| OVA–6    | Enkai wó! エンカイ・ウォー！                                    | 21. června 2013     |
| OVA–7    | Kore ga hontó no Ancio-sen desu! これが本当のアンツィオ戦です！ | 5. června 2014      |
| OVA–film | Arisu wó! アリス・ウォー！                                      | 27. května 2016     |
| OVA–9    | Taijaki wó! タイヤキ・ウォー！                                  | 27. února 2020      |
| OVA–10   | Daikon wó! ダイコン・ウォー！                                   | 24. prosince 2021   |

### Girls und Panzer Das Finale(2017–)
| Č. | Původní název                                                        | Režie           | Scénář        | Premiéra v Japonsku |
| --- | -------------------------------------------------------------------- | --------------- | ------------- | ------------------- |
| 1 | Girls und Panzer Das Finale: Part 1 ガールズ&パンツァー 最終章 第    | Cutomu Mizušima | Reiko Jošida  | 9. prosince 2017    |
| Díl začíná panikou óaraiských tankistek na mostě, kde se ocitly pod trojí palbou neznámého nepřítele. Na zápas se přišly podívat členky týmů z ostatních škol a nepřestávaly žasnout nad tím, jak lehce se Óarai nechala obalamutit. Zpátky v současnosti: Momo dozorovala nad sondáží celé óaraiské lodi a po dlouhém hledání sondy zaznamenaly pozitivní výsledek. Potom do síně ve věži vpadly ostatní studentky se školními novinami a tým Králík vehementně chtěl po Momo vysvětlení, zda je pravda, že bude opakovat ročník. Šokovaná Momo pak v kanceláři studentské rady vysvětlila týmu Ďas, jejichž členky pozvolna přebírají funkce studentské rady a podařilo se jim odehnat zbylé studentky, že sice nepropadá, ale její studijní výsledky nestačí, aby měla šanci na přijetí ke studiu na univerzitě. Místo vzdělání totiž většinu školního roku věnovala snaze zachránit školu a hledání dalších ztracených tanků, aby se v budoucnu nemohlo znovu stát, že by se pokusili školu uzavřít. Miho tedy předstoupila venku před ostatní tankistky s vysvětlením a žádostí o pomoc pro Momo. Jedna ze studentek poznamenala, že Anzu a Juzu po maturitě nastoupí na Národní univerzitu Šimofusadai, kam však na rozdíl od jiných univerzit přijímají studenty i na základě prokázaného talentu bez přijímacích zkoušek. Miho tedy napadlo dostat ji tam prostřednictvím jízdy tankem, a tak odstoupila z funkce velitelky óaraiského tankového týmu ve prospěch Momo. Ukázalo se, že se fáma o „propadlíci Momo“ rozšířila na ostatní školy, které všechny žijí nadcházejícím Zimním turnajem, jenž se bude konat poprvé po dvaceti letech. Po podání přihlášky se tým Ďas se Sodoko vydal vyšetřit nález a odebraly se do hlubin podpalubí školní lodě, které bývalá předsedkyně disciplinárního výboru nazvala Johannesburgem, kde skončí ty nejhorší studentky. Panovala tam všeobecná anarchie a nepořádek a tamní studentky Sodoko unesly do Baru Donzoko, kam ji daly otročit. Zde se tým Ďas setkal s Ogin, Flint, Cutlass, Murakami a Rum, které přemohly v soubojích (kdy Hana například přepila jejich velitelku Ogin v pití silně opepřeného nealkoholického rumu) k osvobození Sodoko a k zisku informací o tanku. Osazenstvo baru ve stylu pirátek nebylo zprvu ochotné pomoci, ale začaly spolupracovat kvůli Momo, která se za ně kdysi postavila, když měly být ze školy vyloučeny. Mašina, kterou používaly jako udírnu, byla skutečně onen ztracený tank a Ogin se nabídla, že ho budou řídit, aby Momo oplatily laskavost. Na Zimní turnaj se těší i ostatní týmy, například Kuromorimine bude mít nové velení, neboť Maho již odešla studovat do Německa, a pro Darjeeling ze sv. Gloriany to bude poslední boj před odletem do Velké Británie. Kay očekává, že turnaj vyvrcholí bojem o titul mezi Saunders, Pravdou, Óarai a sv. Glorianou. Zápal pro boj ale mají i menší, dosud nevýrazné školy. Při losování do turnajového pavouka Momo vybrala číslo, které Óaraiským přiřadilo do prvního kola za soupeře rozhádanou BC školu Svobodných. Jelikož od sjednocení BC a školy Svobodných nikdy nepostoupily z prvního kola v žádném turnaji, nevěděly, co čekat, a tak vyslali Jukari na výzvědy. Vrátila se pomlácená a s nahrávkami, že na škole skutečně panují hrozné poměry, a proto to bude snadný boj. V den konání bitvy se představil nový tým Žralok v tanku z První světové války: britský Mark IV, jehož pirátská posádka děsila členky týmu Králík. Tankistky z BC školy Svobodných dorazily málem pozdě v neuspořádané V-formaci a přestože jejich krédem má být francouzská aristokratičnost, chovaly se k sobě členky frakcí "eskalátorek" a "examinátorek" navzájem křupansky až nepřátelsky, ale jejich velitelka Marie to jako by neviděla. Momo coby nová velitelka navrhla vzhledem k morálce soupeře rychle najít vlajkový tank a zničit ho, avšak její zástupkyně Miho navrhla učinit nejprve průzkum. Momo tedy vyslala kachnu a leopona, jež spatřily tanky SOMUA S35 examinátorek i tanky ARL 44 eskalátorek ujíždět rozdílnými směry ve snaze nejspíš trumfnout jedny před druhými. SOMUy i ARLka se nechaly sledovat, pak náhle zahájily po palbu tak, aby Óaraiské nezjistily, že zůstaly v boji jeden na jednoho, zatímco se ostatní vytratily. Miho s ostatními tanky zatím nalezla na vrcholu kopce vlajkový tank Renault FT-17, chráněný jediným ARL 44. Opatrně překračovaly velký most přes řeku tak, aby je nespatřily, ale byla to past, kterou v poslední chvíli odhalil Sodoky instinkt. Zatímco kachna s leoponem se zdržely ve zbytečných bojích daleko od ostatních, ostatní SOMUy a ARLka dojely k břehům a zahájily bombardování mostu z celkem tří směrů, kde se Óaraiské k úžasu publika ocitly v pasti. Jukari došlo, že byla oklamána, ale měly štěstí, že tankistky BC školy Svobodných nebyly moc přesné. I tak situace vypadala vážně, neboť byla konstrukce mostu značně narušena a soupeřky ustřelily oba konce. Miho napadlo uskutečnit únikovou operaci díky Mark IV, který byl dost dlouhý, aby sloužil jako rampa. Beze ztrát se tedy Óaraiské dostaly z mostu a s dorazivšími kachnou a leoponem zahájily protiútok. Marie vydala pobočnicím Andó a Ošidě pokyn k okamžitému ústupu. Óaraiské si přiznaly podcenění soupeřek, a tak Miho vyzvala k tvrdšímu boji v další fázi. Na jiném místě ukázaly tankistky BC školy Svobodných řádnou formaci a zazpívaly starý francouzský vojenský marš Le Chant de l'Oignon jako symbol jejich jednoty. |                                                                      |                 |               |                     |
| 2 | Girls und Panzer Das Finale: Part 2 ガールズ&パンツァー 最終章 第    | Cutomu Mizušima | Reiko Jošida  | 15. června 2019     |
| Marie s Andó a s Ošidou projednávala za jízdy další fázi bitvy, její dvě zástupkyně se navzájem omluvily za nedávné hádky. Avšak přerušily je výstřely Óaraie od lesa, a tak se stáhly do rozlehlých zahrad a pastvin s vysokými živými ploty. Óaraiské také projednávaly další postup a Jukari si uvědomila, že ačkoliv je soupeřky napálily, ve skutečnosti se frakce "eskalátorek" a "examinátorek" nadále mezi sebou nesnáší. Jejich nynější jednota tedy mohla být jen výsledkem potřeby porazit Óarai. Saori si všimla, že vršek Charu B1 bis vypadá podobně jako u SOMUY S35, tak by toho mohly využít. Marie se ukryla na bezpečně skrytém místě, zatímco ostatní z BC zaujmuly pozice a vyčkávaly. Andó byla překvapená, že Óaraiské k nim jely jen po hlavní silnici. Týmy Leopon, Králík a Žralok začaly střílet po objevených tancích BC, avšak tím jen vytvořily clonu pro nepozorovaný odstřel živého plotu do bočních pastvin k nepozorovanému vytvoření alternativních vjezdů a únikových výjezdů pro Óarai. Miho mezitím dle hlášení o polohách nepřátelských tanků odvodila polohu vlajky BC. Tým Husa se zatím prosmýkl hluboko do týlu soupeřek za vysoká křoví a živé ploty poblíž SUMOÍ 35 a střílel po tancích ARL 44 eskalátorek tak, aby to vypadalo, že po nich střílí examinátorky. Prchlivé členky obou frakcí nato zahájily odvetné útoky jedna proti druhé a navzájem si vyřadily dvě SOMUY 35 a dvě ARL 44. Marii chvíli trvalo, než si uvědomila, co se děje, a že zvuky výstřelů nejsou známkou boje s Óaraí, ale že její podřízené bojují proti sobě. Naskočila do FT-17 a vjela přímo do rány zbylým tankům obou frakcí, aby je zastavila. Tým Husa znovu vystřelil a Marie nařídila Ošidě, aby spočítala zbylé tanky examinátorek a přesvědčila obě své zástupkyně, že je Óaraiské napálily, a aby se jedna druhé znovu omluvily. Opodál dohnaly tým Husa a jejich B1 bis vyřadily. Jenže v tu dobu byly již Óaraiskými obklíčeny a přečísleny. Marie se pokusila dostat pryč a najít Hetzer, vlajku Óaraie, zatímco její zbylé tanky byly postupně vyřazeny, ačkoliv Óarai při tom ztratily týmy Králík, Kachna a Mravenečník. Nakonec Marie Hetzer našla, ale vjela do pasti, nalíčené týmy Žralok, Leopon a Ďas. Marie v ten moment jen s důstojností svou vlastní a s vidličkou se zákuskem čekala na nevyhnutelný trojvýstřel, jenž zničil její FT-17. Po skončení bitvy se Andó a Ošida omlouvaly Azumi za prohru, i když v době, kdy Azumi studovala na BC, patřila škola mezi čtyři nejlepší, ale Azumi je povzbudila, že jejich čas ještě přijde. Marie zatím soupeřky zvala na piknik s dortíky a Miho děkovala za dobrý zápas. Marie jí slíbila, že to byla zábava jako zahajování revoluce. Před návratem na školní loď zbylo mnoho času volna, a tak s ním týmy naložily dle svého uvážení. Miho šla navštívit Bokovo muzeum s Alicí, která se ještě nerozhodla, na jakou střední školu přestoupí. Tým Kachna pozval na večeři Fukudu z Či-Ha-Tanu, která jim gratulovala k postupu a žádala je o radu pro zápas, co její školu čekal proti Akademii Koalí les. Volejbalistky jí radily, že na účinnou taktiku nejlépe kápnou s plným břichem a při přípravě jídla kousky masa hýbaly metaforickým způsobem tak, že z toho Fukuda odvodila odpovědi, které chtěla. Při dotyčné bitvě Wallaby, zástupkyně velitele Koal v tanku Sentinel, poslouchala velitelku - skutečnou koalu. Z jeho výrazu odvodila známý fakt, že Či-Ha-Tan udeří čelně a bezhlavě, a tak nařídila obrannou formaci na vyvýšenině. Či-Ha-Tan pak skutečně vyrazil na zteč, ale jejich tanky se v proláklině záhadně ztratily... Dále Kuromorimine porazilo Maginot, Pravda porazila Vikingy, Anzio porazilo Bonple, Svatá Gloriana porazila Waffle, Saunders porazily Modrou divizi a Jaktosota porazila Jogurt. Mezitím na Óarai Saori doprovodila Momo k ní domů, kde se seznámila s její početnou a chudou rodinou. Na Óarai se brzy poté dověděly, že jejich dalšími soupeřkami bude Či-Ha-Tan. Přes zdání, že to bude snadná bitva, Miho vyzvala k nepodcenění soupeře, jako se jim to stalo u BC. V den zápasu se obě soupeřící tanková družstva přivítala jako staří známí a přáli si dobrou bitvu. Konala se v noci v deštném pralese, kdy byla Óarai kvůli terénu oproti lehčím tankům Či-Ha ve zřetelné nevýhodě. Rozhodly se proto vystoupat na vyvýšený bod a počkat tam na soupeřky, ale Či-Ha-Tanské je cestou přepadly taktikou udeř a uteč, kterou vyřadily Žraloka. Óaraiské změnily plán a schovaly se na břehu jezera, kde je čekalo další nepříjemné překvapení, a to dvojice obojživelných tanků Typ 2 Ka-mi pálících z vody. Ocitly se tak v křížové palbě a musely odpovědět palbou na dvě různé strany, čímž umožnily Či-Ha-Tanu přiblížit se k jejich vlajce. Soupeřky vyřadily týmy Leopon a Husa, bránících vlajku za cenu pouze Hamadinýho tanku. Óarai pak opustily nevýhodnou pozici a ztratily se jim v džungli. Nakonec zahájily palbu z kulometů, aby Či-Ha-Tan nalákaly k hluboké a zabahněné propasti, kam zapadly do pasti. Či-Ha-Tanské se marně pod nepřátelskou palbou pokoušely prudký svah překonat, ale velitelka Niši zavelela ústup, čímž překvapila všechny spolubojovnice. Vysvětlila jim, že musí dalece změnit styl boje na využití příležitostí a zisk času. Epizoda skončila vydrápáním se tanků Či-Ha-Tanu po straně svahu, jenž je jako jediný kryl, dokud Óarai nedokončí obklíčení. |                                                                      |                 |               |                     |
| 3 | Girls und Panzer Das Finale: Part 3 ガールズ&パンツァー 最終章 第    | Cutomu Mizušima | Reiko Jošida  | 23. března 2021     |
| Bitva mezi Óaraí a Či-Ha-Tanem pokračuje již přes dvanáct hodin. Ačkoliv se Či-Ha-Tanu povedlo uniknout z bahnité díry, byly nadále pronásledovány v pralese a tanky Óaraie je doháněly. Velitelka Niši nařídila jako další postup střílet do vzduchu oslepující světlice a vyřadit úhlopříčnými nájezdy skrz formaci soupeřek v nastalém zmatku Ďasa s Nišizumiovou, protože pak bude snadné zlikvidovat zbytek. To provedly dvakrát bez úspěchu, avšak povedlo se jim alespoň oddělit Ďasa od ostatní pětice óaraiských tanků. Nastala v potemnělém pralese divoká honička jednoho proti několikačlenným roztroušeným skupinám Či-Ha-Tanu, ale lapit Ďasa se jim nedařilo, samy naopak počítaly ztráty, když Ďas občas dostal prostor opětovat palbu, navíc jim unikl, když Typ 2 Ka-mi v úzkém korytu řeky posloužil Ďasovi jako most. Pětice ostatních óaraiských tanků se pak měla shromáždit také na druhém břehu řeky, avšak Typ 2 Ka-mi zničil most dříve, než se jako poslední přes něj mohla přemístit Želva. Volejbalistkám z týmu Kachna se během zmatků v předešlém útoku povedlo zjistit, kterému tanku velí Niši, a vydaly se ho najít. Mezitím se na druhém břehu za pomocí obou Typů 2 Ka-mi vylodily i všechny Či-Ha-Tanské a vydaly se znovu pronásledovat Ďasa. Fukuda ale brzy zjistila, že je někdo pronásleduje ze stínu a zjistila, že se na ně v lese s hlubokými brázdami nalepila Kachna. Byl z toho velkolepý duel, kdy Fukuda i volejbalistky několikrát nedokázaly vyzrát na taktiku soupeřek, avšak nakonec boj rozhodl rozdíl mezi oběma generacemi japonských středních tanků a Fukuda vyšla vítězně. Na jiném místě dohnala trojice Či-Ha-Tanských Ďasa, ale došlo jim, že byly samy dohnány trojicí Óaraiských, a tak nalíčily past a střelbou ze čtyř tanků vyřadily Hrocha. Králík reagoval plánem, jak se zbavit otravných Typů 2 Ka-mi a Ďas se vydal vstříc mostu, o kterém nevěděly, že byl již zničen a málem se utopily ve vodě. Toho však využily a schovaly se v náspu tvořícího břeh, aby zasáhly jeden z tanků Či-Ha a zmizely pryč. Pro oba Typy 2 Ka-mi se ukázalo, že mají příliš slabé zbraně, aby zničily Králíka, a tak se přiblížily z obou stran natěsno. Králík se však otočil tak, aby oběma kanóny zamířil na oba dva a vyřadil je konečně ze hry, sám však také byl vyřazen. Tým Mravenečník pronásledoval další tanky Či-Ha-Tanu příliš rychle, spadl do řeky a byl posléze nepřátelskou střelou zničen. V lese už zbýval jen Ďas a Miho, aby lépe viděla a nalákala zbylé soupeřky na sebe, nařídila rozsvítit světla. Nastala další divoká honička jednoho tanku proti několika a Miho musela pomoci Mako se svým perfektním nočním viděním, aby včas spatřila ze zálohy útočící tank a také únikovou cestu v mělkém a skalnatém korytu další řeky. V korytu řeky už ale dále Ďas nedokázal dále efektivně unikat a Ikedě se povedlo dostat se na vrch velkého balvanu, odkud trefily Ďase svrchu a vyřadily ho. Následovala ohromná euforie Či-Ha-Tanských, kterou přerušila Fukuda, že boj ještě nekončí. Pořád zbývalo najít vlajku Óaraie, Želvu. Avšak ta dříve našla je a zezadu přepadla jásající Niši a vyřadila ji. Tak Či-Ha-Tan za úsvitu prohrál prakticky vyhraný zápas, když jim zbyly tři tanky, zatímco Óaraii jen jeden. I přesto, jak zápas dopadl, třebaže Niši usilovala o to Óarai porazit a obětovala pro to i tradice své školy v bezhlavých nájezdech, zůstaly s Óaraiskými přáteli a Fukuda v dopise slíbila volejbalistkám, že jednou bude Či-Ha-Tan natolik silný, že je porazí. Na školní lodi Óaraiské toto nečekaně těsné vítězství náležitě oslavily v baru Donzoko, zatímco nová studentská rada pomalu připravovala prospekty na ceremoniál pro absolventy. Některé tankové týmy se rozprchly, aby sledovaly ostatní zápasy druhého kola. Miho s Jukari zavítaly na zápase Pravdy proti Kuromorimine. Kaťuša nařídila zaujmout pozice v zákopech na vysokém kopci a čekat na nepřítele, který se přibližoval ve V-formaci s Mausem v čele, a tohoto Mause vyřadil přesný výstřel z KV-2, odražený do mezery mezi kapotou a věží. Pro Eriku nečekaná komplikace, protože Pravda poté zahájila bombardování ostatních a vyřadila další dva tanky, navíc byla Erika pod tlakem, zda se v této situaci dál slepě držet tradic Nišizumi, nebo hledat vlastní Jízdu tankem, jak jí dříve radila Maho. Zvolila to druhé, opustila Tigera II, přesedla do Panzeru III a krytá krycí palbou se vydala s dalšími třemi tanky pryč podél úpatí kopce. Prudce vystoupala bočně nahoru a vyprovokovala Kaťušu jít jí naproti. Díky úskoku s obětováním těchto tří tanků se dostala až nahoru ke šprajcnuté vlajce Pravdy, které velela Klára, a střelou ve výskoku přes zákop ji vyřadila. Výhru pak Erika emotivně oslavila. Tým hroch se vydal sledovat zápas Anzia proti Sv. Glorianě. Přestože fandily Anziu, neměly proti těžce pancéřovaným soupeřkám Sv. Gloriany šanci a byly v těsných uličkách obklíčeny a na hlavu poraženy. Osazenstvo týmu Králík se jelo podívat na bitvu mezi Saunders a Jatkosotou odehrávající se na letišti, kde se střídavě štěstěna obracela tu k jednomu, tu k druhému týmu, až byla Jatkosota téměř vyhlazena. Nejvíce práce odvedl pohyblivý a s odhozenými pásy jedoucí BT-42, který na sebe nalákal saunderskou vlajku a šest dalších Shermanů blíže k lesu, kde si Naomi všimla, že jeden finský tank jim ještě chybí. A nemýlila se, ale bylo již pozdě, neboť tento záhadný tank schovaný v kopci v lese sestřelil ze vzdálenosti několika kilometrů Arisy vlajkový tank. Jatkosota tedy postoupila dál a stala se dalším soupeřem pro Óarai. Na zápas se do hlediště dostavily mnohé poražené školy (Či-Ha-Tan, Anzio, Koalí les a další), aby se z tohoto duelu poučily. Po odstartování Óaraiským nebylo jasné, kolik tanků soupeřky do zasněženého lesa vůbec nasadily, ale dlouho postupovaly vpřed, aniž by se s nimi střetly. Až teprve poblíž opuštěné vesnice se samými sněhuláky byl proti nim veden partyzánský boj. Přesunuly se tedy do vesnice s tím, že snad tankistky Jatkosoty ukážou své karty. Spolu s vlajkou na BT-42 přijely i dva hlídači T-26 a z jiných směrů další, aby vyprovokovaly Óaraiské k pronásledování. Vlajkový tank Mravenečník a Ďas zůstaly ve vesnici. Jenže na signál se zbortilo několik sněhuláků, pod nimiž byly další T-26, a óaraiská vlajka byla najednou obklíčená. Díky Ďasovi a rychlému návratu ostatních se podařilo z místa uniknout do lesa. Přitom se povedlo nejméně dvě T-26 vyřadit. Pak v lese Ďas zničil další tři, z nichž dva dokonce jedinou ranou. Jenže ideální rozuzlení akcí ve vesnici těžce narušil záhadný dalekonosný výstřel od „Bílé čarodějky“ Jouko, jež ze skrytého místa v lese zasáhla z více než kilometru Ďasa do motorového prostoru a vyřadilo ho z bitvy, ke zděšení týmu Mravenečník, který se v lese ocitl sám. |                                                                      |                 |               |                     |
| 4 | Girls und Panzer Das Finale: Part 4 ガールズ&パンツァー 最終章 第4話 | Cutomu Mizušima | Reiko Jošida  | 6. října 2023       |
| Vyřazení Ďasa vyvolalo nejprve mezi Óaraiskými zděšení a Momo bědovala, že je to konec snů o stejné vysoké škole jako u ostatních z odcházející studentské rady. Anzu ji napomenula, zda opravdu hodlá utéct bez boje, a mezitím si od Miho vyslechla instrukce, než rozhodčí Ďasu odpojili rádio, a chopila se velení. Zprvu se soustředila na obnovu bojové morálky. Seskupily se, připojily se týmy Žralok a Mravenečník, aby se vrátily lesem do vesnice, než je soupeřky obklíčí. Zatímco publikum žaslo nad vývojem bitvy, ujely Óaraiské na zasněženou vyvýšeninu, odkud se snažily v husté chumelenici ostřelovat tanky Jatkosoty schované za torzy budov. Osazenstvo tanků Jatkosoty si pochvalovalo dovršení obklíčení Óaraie a svůj dosud nepoznaný statut favoritů bitvy. Mika nařídila ostřelováním vrchu hledat slabé místo v óaraiské defenzívě při pomalém postupu vpřed. O to se měl postarat sovětský tank KV-1 (finsky: Klimi), ukradený Pravdě. Velitelky óaraiských tanků zkoumaly pozice a Sodoko marně hleděla do hor, zda tam spatří tank, který vyřadil Ďasa. Anzu si vyžádala od ostatních velitelek tanků návrhy dalšího postupu. Po několika pokusech, které Momo označila za zbrklé, vyhrál návrh týmu Hroch vykopat ve sněhu zákop, o což se postaral spolu s Kachnou, kterým pomohly Želva se Žralokem. Ačkoliv se Anzu zdálo, že pouze plýtvají časem, Azusa byla opačného názoru. Při studiu mapy jí došlo, že se by měly vykopat místo zákopu díru. Inspiroval ji k tomu film Velký útěk a fakt, že se přímo pod nimi nacházel vyschlý odvodňovací tunel z nedaleké přehrady, kterým z místa nepozorovaně uniknou. Zahájily operaci „Dušený ďas na rozbitém talíři“ a jejich počínání nervózně sledovaly na velkoplošné obrazovce členky týmu Ďas, kterým nezbývalo, než zbytku věřit. Až teprve nyní se Jatkosotě povedlo určit rozestavení óaraiských tanků na výšině, a tak Mika nařídila přesunout se nepozorovaně pod rouškou chumelenice blíže, jenom aby spatřily neobvyklou činnost soupeřek. Mylně se domnívaly, že se Porscheův Tiger rozehřívá na rychlý výpad. Ve skutečnosti si Králík prohodil pozici se Želvou a vystřelil do vykutané díry a byl odhalen poklop. Značná část ledovo-sněhového povrchu se zhroutila do díry a řízeně do ní spadl i tým Žralok, určený pro průzkum odvodňovacího tunelu. Hned za ním sjel dolů Králík, aby přes Žraloka postoupil vpřed. V ten moment zahájily tanky Jaktosoty zpod kopce palbu a zbylé óaraiské tanky se rozestavěly ke sněhovému valu, aby ji opětovaly a získaly pro Králíka pět minut potřebných pro prostřelení cesty skrz tunel. Jatkosotě bylo divné, že Óaraiské dosud nevyjely na zteč, avšak králík se zatím prorval skrz, zatímco Žralok srovnal podlaží pro ostatní tanky a Mravenečník s vlajkou se evakuoval jako první, pak i ostatní jeden po druhém. Nyní bylo Jatkosotě ještě divnější, že intenzita opětované palby soupeřek klesá. Miko se až teprve nyní podívala na mapu, zamračila se a zavolala Juri, velitelce osazenstva KV-1, vymóděných ve stylu finské rockové kapely Leningrad Cowboys, ke komunikaci pomocí hudby. Juri pochopila, co se děje, a KV-1 šel hledat vchod do odvodňovacího tunelu, zatímco ostatní tanky vystartovaly v plné rychlosti na vyvýšeninu. Óaraiské pochopily, že Jatkosota odhalila jejich plán a musí si pospíšit s evakuací. Mika dala Youko příkaz zahájit snajperské ostřelování vyvýšeniny. Tým Želva prozradil přesnou pozici výstřelem do tanku T-26, který vyjel na vrch jako první, takže Anzu, vědoma si, že asi brzy skončí, jmenovala novou velitelkou Azusu z týmu králík. Než se evakuovala Husa, spatřila konečně Sodoko tank snajprů s Kouko, ale bylo už pozdě a tým Želva byl ranou do motoru vyřazen. Bez velitelky i zástupkyně vypuklo hlavně u týmů Husa a Žralok zděšení, následně diskuze ohledně velení, a posádky se nevědouc o Anzuině jmenování shodly, že nejlepší volbou bude skutečně Azusa. Vzhledem k prozrazení strategie vydala rozkaz co nejrychleji zmizet z tunelu. Husa nalákala do díry další T-26 a vyřadila ho tak, aby je ostatní tanky Jatkosoty nemohly pronásledovat. Azusa správně předpokládala, že je u výjezdu budou čekat KV-1 a T-34 soupeřek a číhat bude i snajpr. Nařídila Leoponovi připravit nitro a ostatním přivázat se navzájem tanky řetězy. Akcelerace způsobila, že je všechny oba číhající tanky u výjezdu z tunelu minuly, a tak Azusa nařídila jet pryč a chránit vlajku, zatímco tým Leopon měl co dělat, aby neselhal po tom výkonu motor. Tanky Jatkosoty se seskupily a vydaly se je pronásledovat do hor. V publiku mnozí diskutovali nad vývojem bitvy a tým Ďas doufal, že snad vydrží. Oběma soupeřům zbývalo sedm tanků, ale co do mobility, byla Jatkosota ve výhodě. Miho vyřkla, že řešením je rozdělit se na dva menší týmy. Totéž napadlo i Azusu: první tým bude chránit vlajku a druhý tým najde a zničí snajpra. Pak i vlajku soupeře. Snajpr vypálil dvakrát, pokaždé ze stejné hory a nyní se zřejmě přesouvá na novou palebnou pozici. Vyslala tam Hrocha, Husu a Mravenečníka (toho hlavně proto, že se snajpr hýbe, a tak nestřílí). |                                                                      |                 |               |                     |
| 5 | Girls und Panzer Das Finale: Part 5 ガールズ&パンツァー 最終章 第    | bude oznámeno   | bude oznámeno | bude oznámeno       |
| 6 | Girls und Panzer Das Finale: Part 6 ガールズ&パンツァー 最終章 第    | bude oznámeno   | bude oznámeno | bude oznámeno       |